# فرودگاه هامبورگ
فرودگاه هامبورگ (یاتا: HAM، ایکائو: EDDH) یک فرودگاه بین‌المللی در آلمان است که در هامبورگ قرار دارد. از نوامبر ۲۰۱۶ این فرودگاه به نام صدراعظم سابق آلمان هلموت اشمیت نامگذاری شده‌است. فرودگاه هامبورگ در فاصلهٔ ۸٫۵ کیلومتر (۵٫۳ مایل) شمال مرکز شهر هامبورگ و در منطقهٔ فوهلسبوتل واقع شده‌است و قطب شرکت هواپیمایی یورووینگز و شهر کانونی برای کوندور فلوگدینست است.
فرودگاه هامبورگ پنجمین فرودگاه پررفت‌وآمد آلمان است و در ژوئیهٔ ۲۰۱۷، پروازهایی به بیش از ۱۳۰ مقصد شهری و تفریحی عمدتاً اروپایی داشت، و نیز دو پرواز طولانی به شهرهای دبی و دوحه. این فرودگاه برای جابجایی هواپیماهای پهن پیکر از جمله ایرباس ای۳۸۰ مجهز است.
دیگر فرودگاه شهر هامبورگ، فرودگاه هامبورگ فینکن‌وردر است که کارخانه ایرباس در آن قرار دارد، اما برای پروازهای تجاری از آن استفاده نمی‌شود.

## تاریخچه

### سال‌های آغازین

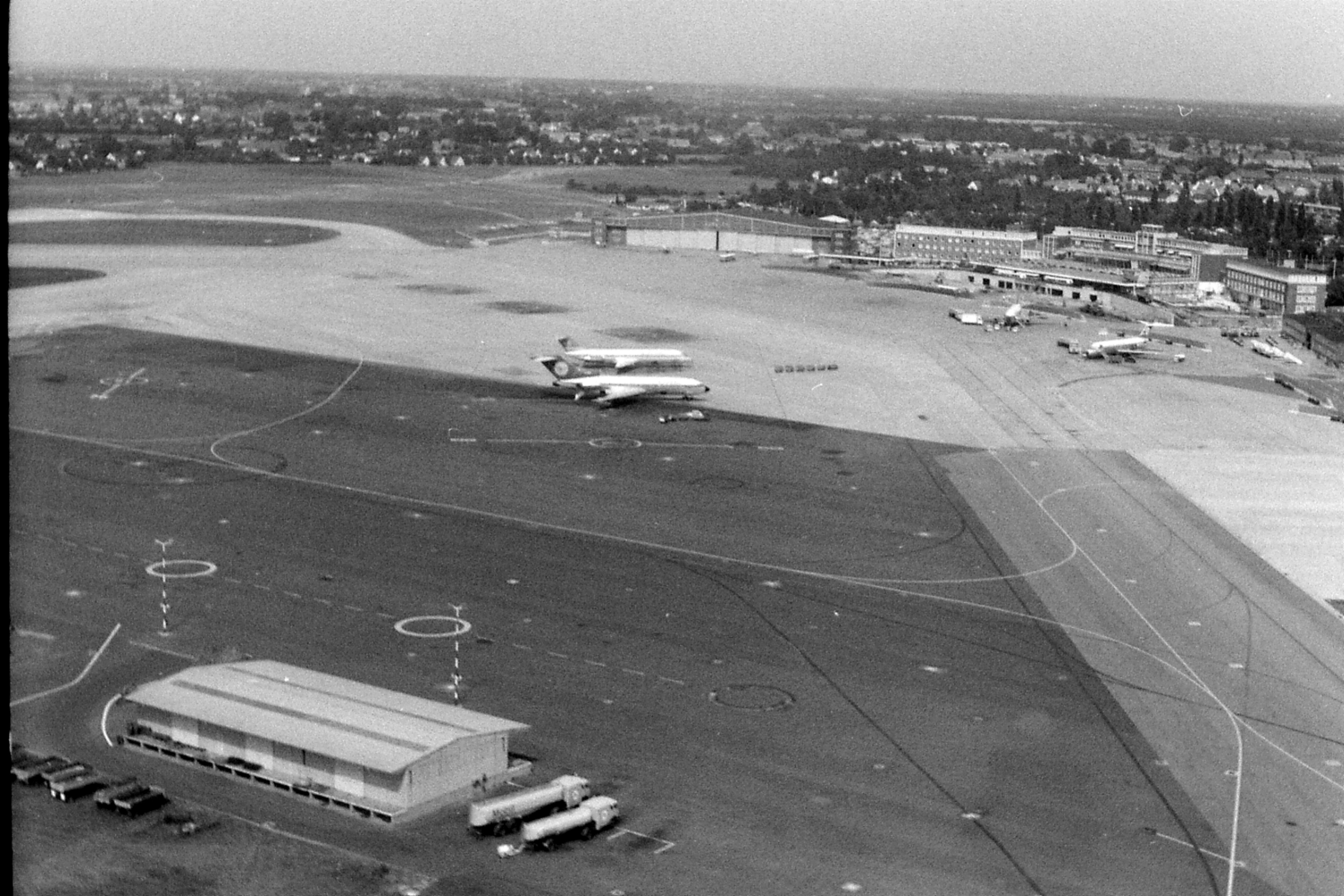
فرودگاه هامبورگ در سال ۱۹۶۸

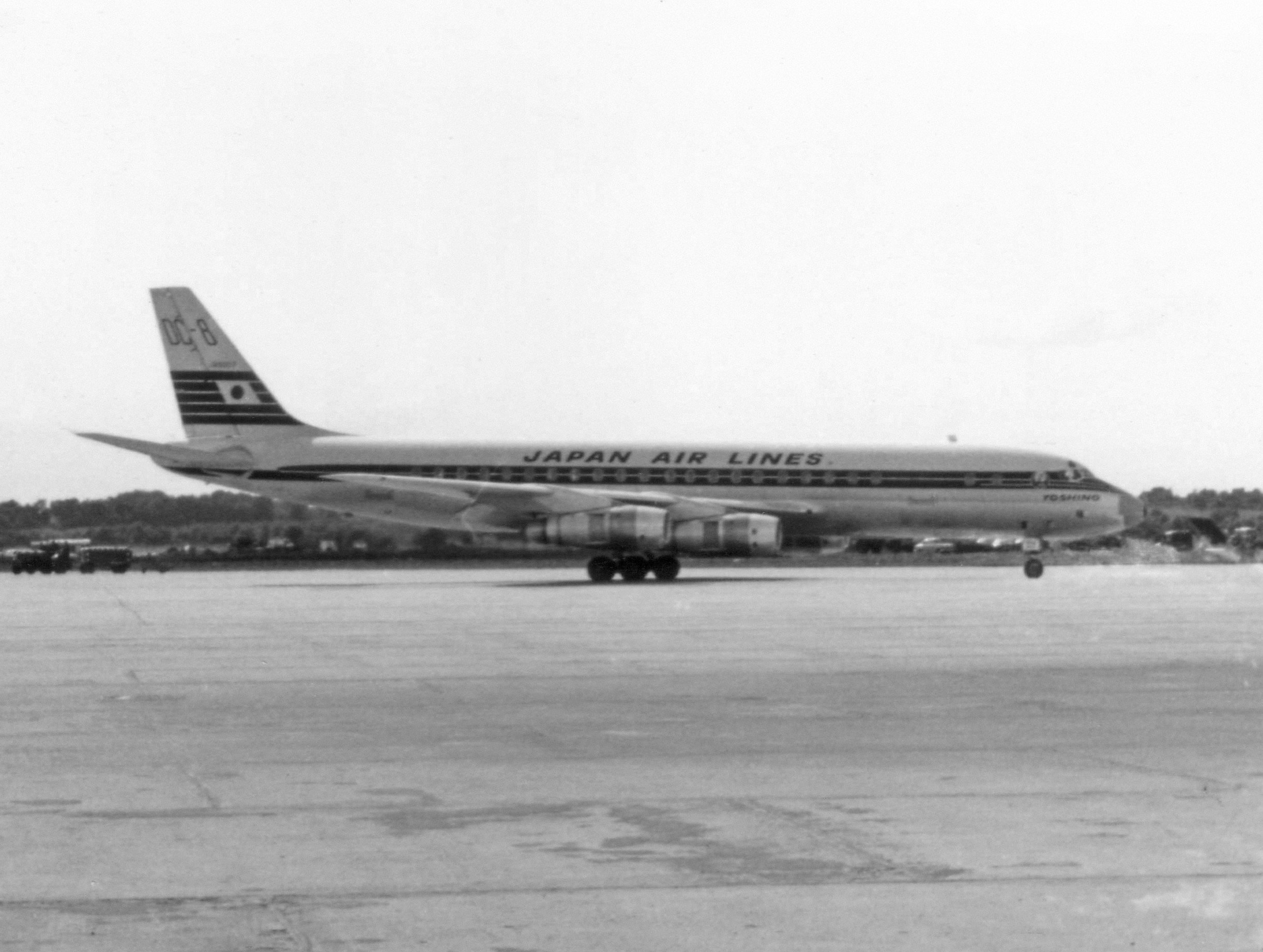
هواپیمای خطوط هوایی ژاپن داگلاس دی‌سی-۸ در فرودگاه هامبورگ، سال ۱۹۶۵

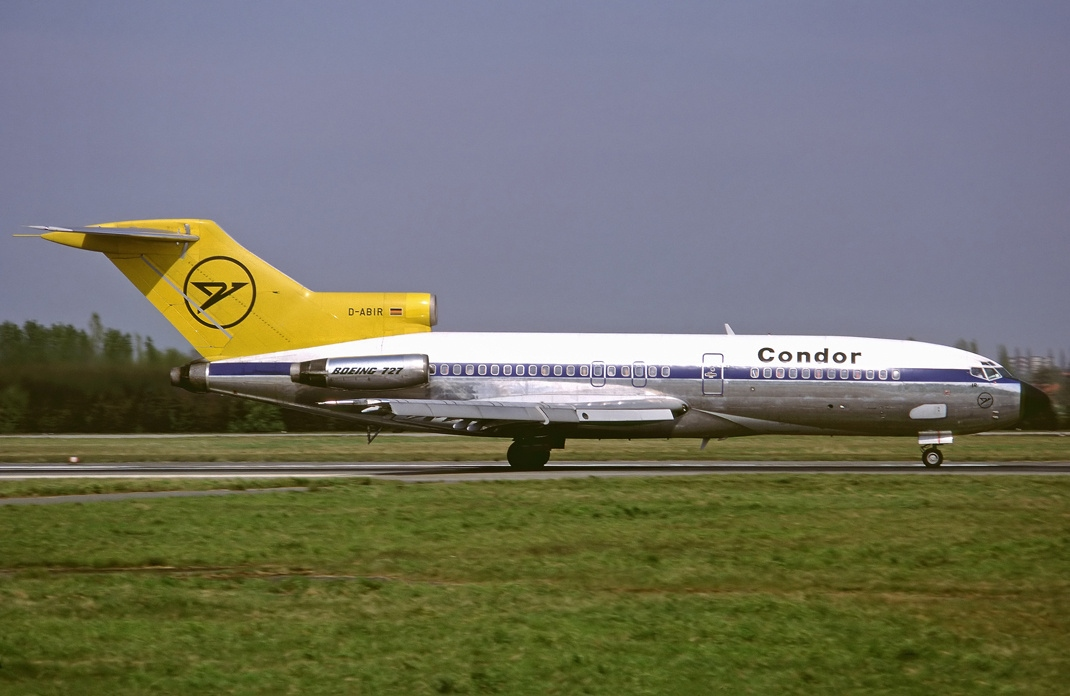
هواپیمای کوندور بوئینگ ۷۲۷ در فرودگاه هامبورگ، سال ۱۹۷۹

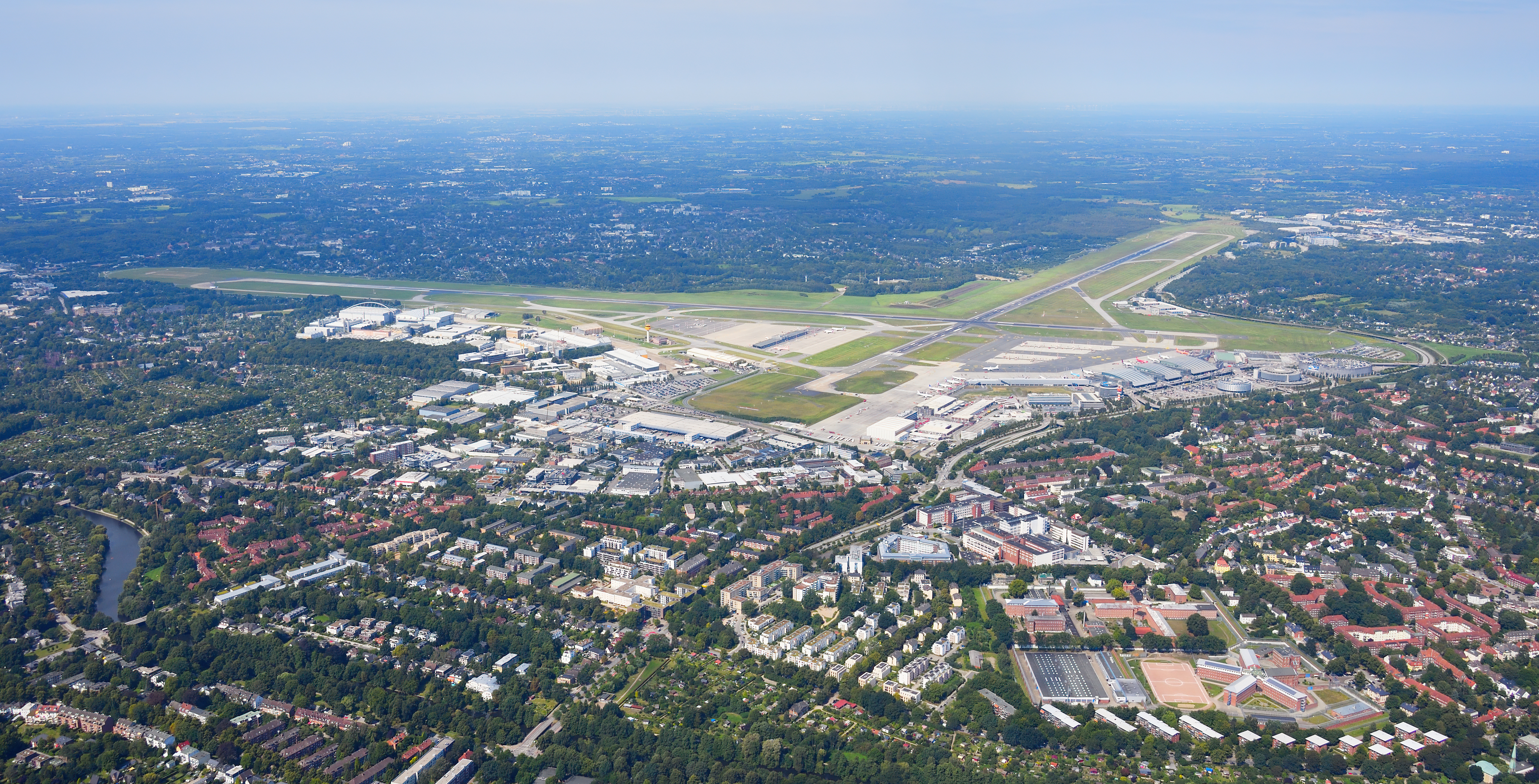
تصویر هوایی از فرودگاه و نواحی پیرامون آن

این فرودگاه در ژانویهٔ ۱۹۱۱ با سرمایه‌گذاری خصوصی شرکت Hamburger Luftschiffhallen GmbH (HLG) افتتاح شد و به‌عنوان قدیمی‌ترین فرودگاه بین‌المللی فعال در جهان شناخته می‌شود؛ همچنین دومین فرودگاه قدیمی آلمان پس از فرودگاه برلین تمپل‌هوف است. محل اولیهٔ فرودگاه ۴۵ هکتار وسعت داشت و در سال‌های نخست بیشتر برای پروازهای کشتی هوایی استفاده می‌شد. در سال ۱۹۱۳ مساحت آن به ۶۰ هکتار افزایش یافت؛ بخش شمالی برای عملیات کشتی‌های هوایی و ناحیهٔ جنوب‌شرقی برای هواپیماهای بال‌ثابت استفاده می‌شد.
در طول جنگ جهانی اول، هنگار کشتی‌های هوایی این فرودگاه به‌طور گسترده توسط ارتش آلمان مورد استفاده قرار گرفت، تا آن‌که در سال ۱۹۱۶ بر اثر آتش‌سوزی نابود شد.
در دوران اشغال بریتانیا که از سال ۱۹۴۵ آغاز شد، نام کنونی «فرودگاه هامبورگ» به این فرودگاه داده شد. این فرودگاه در جریان محاصرهٔ برلین در سال ۱۹۴۸ به‌طور گسترده به‌عنوان پایگاه انتقال مورد استفاده قرار گرفت، چرا که دالان هوایی شمالی میان هامبورگ و برلین غربی قرار داشت.
وقتی لوفت‌هانزا در سال ۱۹۵۵ پروازهای مسافری خود را آغاز کرد، فرودگاه هامبورگ به‌عنوان قطب فعالیت این شرکت استفاده شد، تا آن‌که به‌دلیل محدودیت‌های توسعهٔ ناشی از موقعیت فرودگاه درون شهر، این نقش به فرودگاه بین‌المللی فرانکفورت واگذار شد. با این حال، لوفت‌هانزا تکنیک همچنان به‌دلیل فعالیت‌های اولیهٔ شرکت مادر، حضور گسترده‌ای در این فرودگاه دارد. در اکتبر ۱۹۵۹، شرکت پان امریکن ورلد ایرویز نخستین ایرلاین بود که پروازهای برنامه‌ریزی‌شده با هواپیماهای جت به هامبورگ را آغاز کرد. مسیر پروازی شامل نیویورک – لندن – هامبورگ – کپنهاگ بود و با بوئینگ ۷۰۷ انجام می‌شد.
در دههٔ ۱۹۶۰ بحث‌هایی برای انتقال فرودگاه به منطقهٔ هایدمور نزدیک کالتن‌کیرشن آغاز شد. از جمله دلایل مطرح‌شده می‌توان به محدودیت‌های توسعه، ظرفیت پایین ناشی از تقاطع باندهای پروازی، و آلودگی صوتی اشاره کرد. شرکت لوفت‌هانزا از سال ۱۹۶۰ بوئینگ ۷۰۷ را وارد ناوگان خود کرده بود که سر و صدای بیشتری نسبت به هواپیماهای ملخی پیشین داشت. این طرح‌ها در نهایت کنار گذاشته شد، هم به‌دلیل تجربه‌های نامطلوب سایر شهرها از جابه‌جایی فرودگاه‌ها به خارج از محدودهٔ شهری، و هم به‌دلیل انتقال مرکز عملیات لوفت‌هانزا به فرانکفورت.
در سال ۱۹۸۰، شرکت نورث‌وست اوریِنت پروازهایی به هامبورگ را آغاز کرد که از مینیاپولیس شروع شده و در فرودگاه گاتویک لندن توقف داشت. در سال ۱۹۸۱ پرواز دوم این شرکت از فرودگاه جان اف کندی نیویورک از طریق کپنهاگ به هامبورگ افزوده شد. تمام این پروازها با بوئینگ ۷۴۷ انجام می‌شد. پس از آن‌که نورث‌وست اوریِنت مجوز پرواز به فرانکفورت را دریافت کرد، همهٔ پروازهای خود به هامبورگ را از اوایل سال ۱۹۸۵ متوقف کرد.
در آوریل ۱۹۸۵، شرکت پان امریکن ورلد ایرویز پرواز مستقیم روزانه‌ای از نیویورک به هامبورگ برقرار کرد که با بوئینگ ۷۴۷ انجام می‌شد. این نخستین پرواز مستقیم پان‌ام از آمریکا به هامبورگ بود. از فوریه ۱۹۸۶، پان‌ام از هواپیمای جدید ایرباس ای۳۱۰-۲۰۰ بردبلند خود در این مسیر استفاده کرد و آن را به یکی از نخستین مسیرها در عرض اقیانوس اطلس تبدیل نمود. در سال ۱۹۸۸، خطوط هوایی ژاپن پس از ۲۴ سال خدمت، پروازهای خود از توکیو به هامبورگ را متوقف کرد. یک سال بعد، در ۱۹۸۹، لوفت‌هانزا نیز پس از تقریباً ۳۰ سال پرواز، مسیر هامبورگ–توکیو را لغو کرد؛ این مسیر آخرین پرواز میان هامبورگ و خاور دور بود. در مهٔ ۱۹۸۹، امریکن ایرلاینز پرواز روزانه‌ای از نیویورک از طریق بروکسل به هامبورگ آغاز کرد، و دلتا ایرلاینز نیز پرواز روزانه‌ای از آتلانتا از طریق فرودگاه گاتویک لندن به هامبورگ راه‌اندازی کرد. امریکن ایرلاینز به‌دلیل کمبود هواپیما پس از خرید مسیرهای آمریکای جنوبی ایسترن ایرلاینز، این پرواز را پس از یک سال متوقف کرد. دلتا در مه ۱۹۹۱، پرواز آتلانتا را به پرواز مستقیم ارتقا داد و آن را تا فرودگاه برلین تگل ادامه داد. همچنین، از نوامبر ۱۹۹۱ مسیر نیویورک – هامبورگ را نیز به‌دنبال خرید شبکهٔ مسیرهای اقیانوس اطلس شمالی پان‌ام راه‌اندازی کرد.

### توسعه از دههٔ ۱۹۹۰ به بعد
در مارس ۱۹۹۰، لوفت‌هانزا پرواز روزانه‌ای از هامبورگ به نیوآرک راه‌اندازی کرد و در سال ۱۹۹۲ پرواز مستقیمی به میامی نیز افزود. این مسیر تنها یک فصل تابستانی فعال بود و سپس در اواخر سال ۱۹۹۲، همراه با پرواز نیوآرک، متوقف شد. این وضعیت باعث شد تا دلتا ایرلاینز تنها شرکت فعال در این بازار باقی بماند، با پروازهای خود به آتلانتا و نیویورک. از اوایل ۱۹۹۳ تا اواخر ۱۹۹۴، هواپیمایی آفریقای جنوبی پروازهایی از کیپ‌تاون از طریق ژوهانسبورگ و مونیخ به هامبورگ انجام داد. در میانهٔ دههٔ ۹۰ میلادی، دلتا ایرلاینز با مشکلات مالی مواجه شد و ناچار به تجمیع ناوگان و شبکهٔ پروازی خود گردید. هامبورگ از جمله شهرهایی بود که در اواخر ۱۹۹۵ به‌طور کامل از فهرست مقاصد دلتا حذف شد. از سال ۱۹۹۶، شرکت کانادا ۳۰۰۰ پروازهای فصلی تابستانی به هامبورگ را آغاز کرد و تا زمان ورشکستگی این شرکت در اواخر ۲۰۰۱، مسیر تورنتو–هامبورگ از طریق هالیفاکس و مسیر ونکوور–هامبورگ از طریق کلگری انجام می‌شد. در مهٔ ۱۹۹۸، دلتا ایرلاینز پرواز روزانهٔ مستقیم بین آتلانتا و هامبورگ را از سر گرفت، اما این مسیر تنها تا اوایل سال ۲۰۰۰ ادامه یافت. ترکیبی از تعداد زیاد صندلی‌های کلاس تجاری در هواپیماهای بوئینگ ۷۶۷–۳۰۰ئی‌آر دلتا و شکل‌گیری اتحاد اسکای‌تیم موجب شد که این شرکت بار دیگر این مسیر را لغو کند.
در اوایل دههٔ ۱۹۹۰، فرودگاه طرحی برای نوسازی گسترده آغاز کرد. این طرح که با نام HAM21 شناخته می‌شد، شامل توسعهٔ یک سکوی جدید به طول ۵۰۰-متر (۱٬۶۰۰-فوت)، ساخت ترمینال جدید (ترمینال ۱)، و ساخت پلازای مرکزی فرودگاه میان ترمینال‌های ۱ و ۲ می‌شد که دارای منطقهٔ تجمیع‌شدهٔ بازرسی امنیتی است. سهام‌داران این فرودگاه، شهر هامبورگ و شرکت آوی‌الاینس هستند.
در مهٔ ۲۰۰۵، شرکت ایر ترنست پرواز فصلی میان تورنتو و هامبورگ را آغاز کرد. در ژوئن همان سال، شرکت کنتیننتال ایرلاینز نیز پرواز مستقیم روزانه‌ای میان نیوآرک و هامبورگ راه‌اندازی کرد. هواپیمایی امارات نیز در مارس ۲۰۰۶ پرواز روزانهٔ خود از دبی به هامبورگ را آغاز نمود. در سال ۲۰۱۱، هواپیمایی شرقی چین هامبورگ را به شبکهٔ مسیرهای خود افزود، اما به‌دلیل نداشتن حقوق ترافیکی مستقل، تنها توانست این مقصد را به‌عنوان امتدادی از مسیر موجود شانگهای به فرانکفورت اضافه کند. این پرواز در ابتدا فقط هفته‌ای یک بار انجام می‌شد و بعدها به هفته‌ای دو بار افزایش یافت. توقف در فرانکفورت و تعداد کم پروازها برای مسافران تجاری جذاب نبود، بنابراین هواپیمایی شرقی چین در سال ۲۰۱۳ این مسیر را متوقف کرد.
هتل رادیسون بلو فرودگاه هامبورگ در سال ۲۰۰۹ افتتاح شد که همراه با آن، دسترسی جدید جاده‌ای و ایستگاه قطار با اتصال به خط فرودگاهی اس‌بان هامبورگ نیز فراهم گردید.
در ژانویهٔ ۲۰۱۶، شرکت تی‌یوآی‌فلای اعلام کرد که به‌دلیل افزایش رقابت با شرکت‌های هواپیمایی ارزان‌قیمت، به‌طور کامل از فرودگاه هامبورگ خارج خواهد شد. مسیرهای فصلی تابستانه از سر گرفته نشدند و باقی‌ماندهٔ مقاصد نیز تا مارس ۲۰۱۶ به‌طور کامل لغو گردید. چند هفته بعد، به‌طور رسمی اعلام شد که نام فرودگاه به افتخار هلموت اشمیت، سناتور پیشین هامبورگ و صدراعظم پیشین آلمان غربی، تغییر خواهد کرد. در ۱۰ نوامبر ۲۰۱۶، نام فرودگاه رسماً به «فرودگاه هامبورگ هلموت اشمیت» تغییر یافت.
در اکتبر ۲۰۱۶، شرکت ایر برلین اعلام کرد که در راستای اقدامات کاهش هزینه و بازسازی ساختار، تأسیسات تعمیر و نگهداری خود در فرودگاه هامبورگ را تعطیل خواهد کرد. در ژوئن ۲۰۱۷، شرکت ایزی‌جت اعلام کرد که به‌منظور تمرکز بر سایر پایگاه‌های خود، پایگاه خود در هامبورگ را تا مارس ۲۰۱۸ تعطیل خواهد کرد. با وجود حذف بیش از نیمی از پروازها، برخی مسیرها حفظ شدند، چراکه از دیگر پایگاه‌های ایزی‌جت به هامبورگ انجام می‌شدند.
در اکتبر ۲۰۱۸، یونایتد ایرلاینز اعلام کرد که پرواز فصلی خود به نیوآرک را لغو می‌کند؛ در نتیجه، فرودگاه هامبورگ تنها سه مسیر دوربرد خواهد داشت، آن‌هم همگی به خاورمیانه، و هیچ پرواز مستقیمی به آمریکای شمالی نخواهد داشت. این مسیر در ابتدا توسط کنتیننتال ایرلاینز در سال ۲۰۰۵ افتتاح شده بود و از سال ۲۰۱۷ به پرواز فصلی تبدیل شده بود. همچنین در اکتبر ۲۰۱۸، هواپیمایی امارات یکی از دو پرواز روزانهٔ خود از دبی به هامبورگ را با ایرباس ای۳۸۰ جایگزین کرد. این نخستین پرواز تجاری ایرباس ای۳۸۰ به فرودگاه هامبورگ بود. پرواز دوم همچنان با هواپیمای بوئینگ ۷۷۷–۳۰۰ئی‌آر انجام می‌شود.
در ژانویهٔ ۲۰۲۰، رایان‌ایر نیز پایگاه خود در هامبورگ را به‌دلیل هزینه‌های عملیاتی فرودگاه، تأخیر در تحویل هواپیماهای بوئینگ ۷۳۷ مکس، و کوچک‌سازی کلی فعالیت‌های این شرکت در آلمان تعطیل کرد.

## امکانات

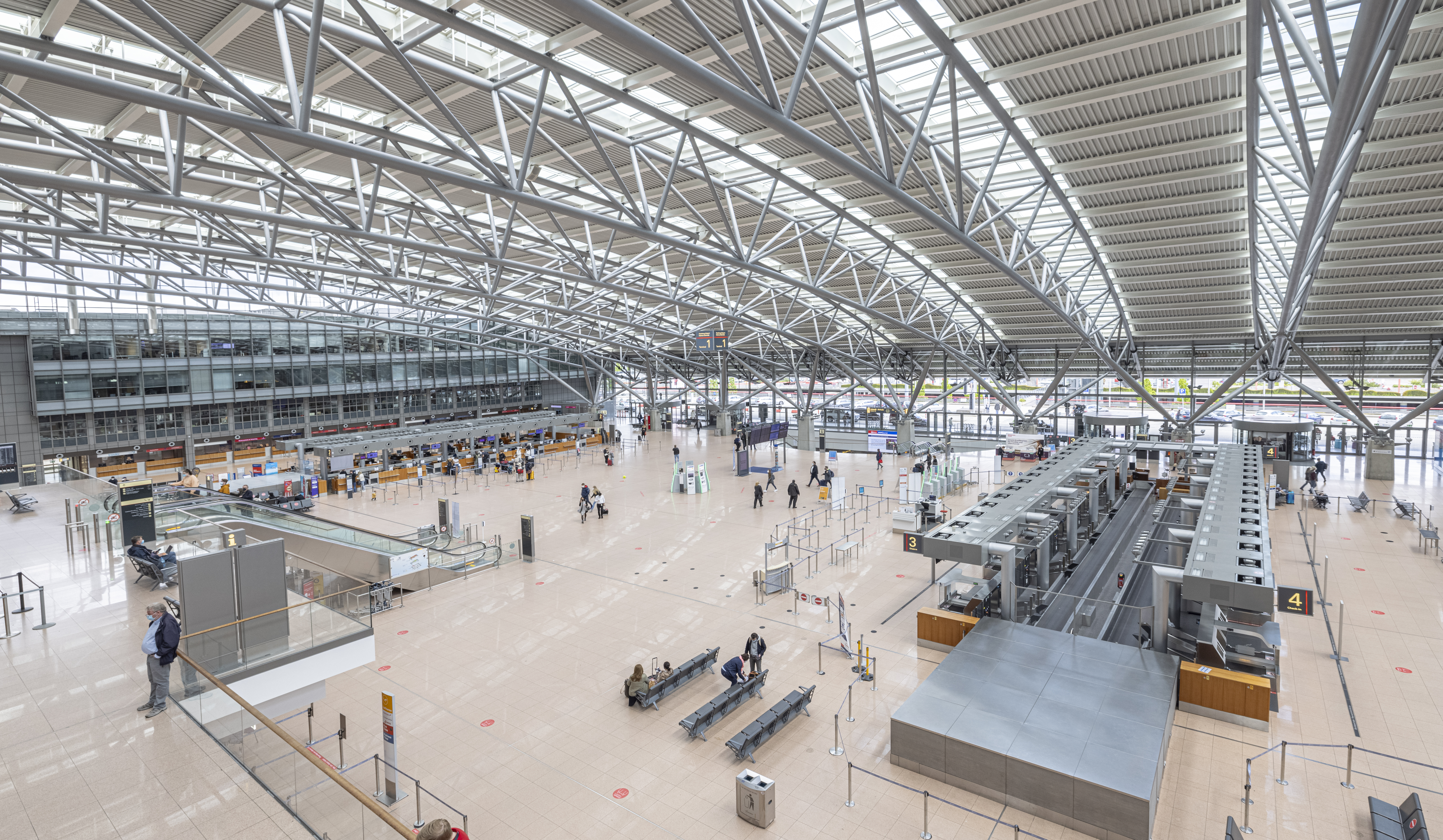
نمای داخلی ترمینال ۱

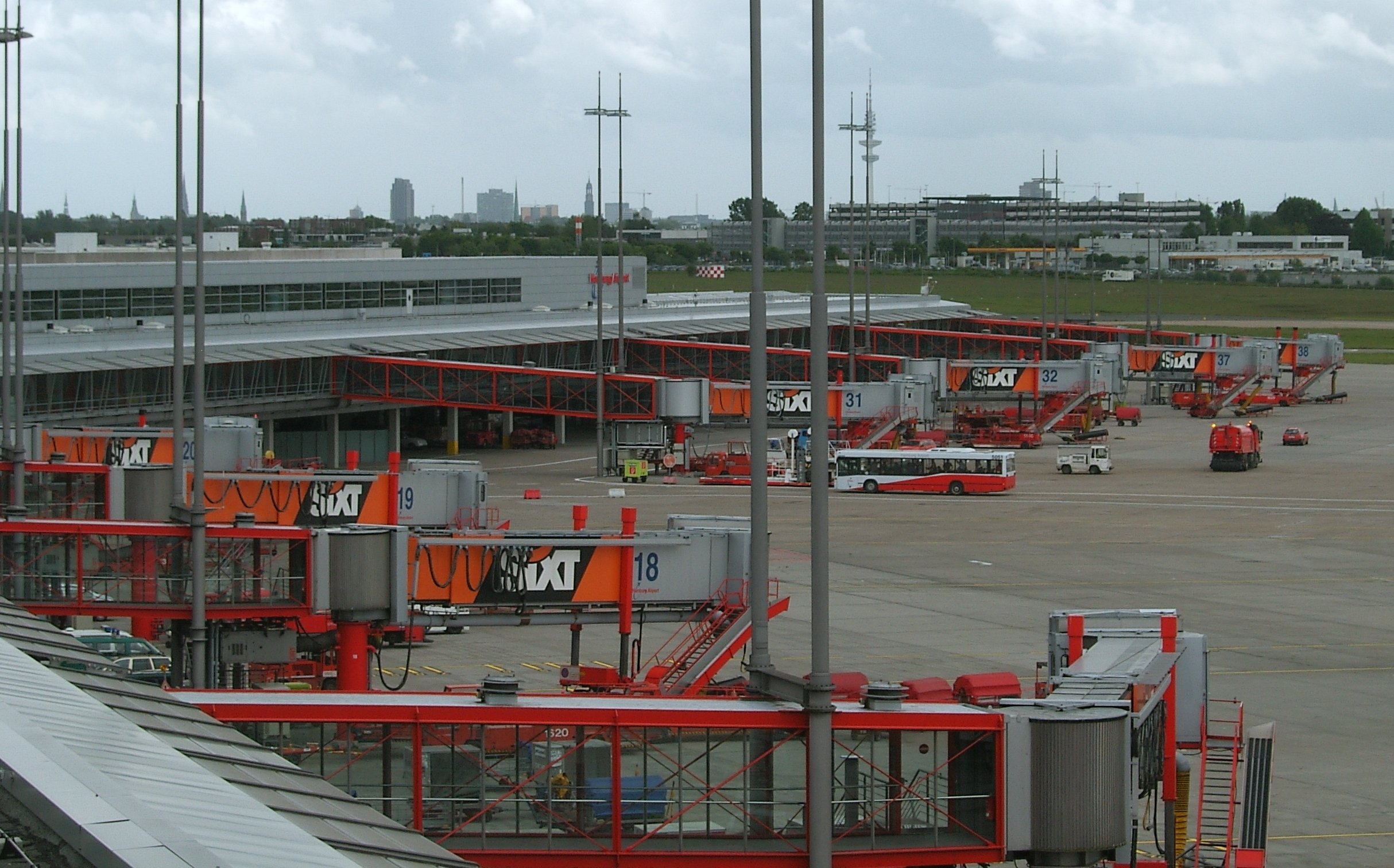
نمای بیرونی ترمینال

### نمای کلی
فرودگاه هامبورگ در ابتدا مساحتی برابر با ۴۴۰٬۰۰۰ متر مربع (۴٬۷۰۰٬۰۰۰ فوت مربع) داشت. از آن زمان تاکنون، مساحت آن بیش از ده برابر افزایش یافته و به ۵٫۷ کیلومتر مربع (۲٫۲ مایل مربع) رسیده‌است. صحن اصلی فرودگاه مساحتی معادل ۳۲۰٬۰۰۰ متر مربع (۳٬۴۰۰٬۰۰۰ فوت مربع) را پوشش می‌دهد و دارای ۵۴ جایگاه پارک هواپیما است؛ ترمینال‌های مسافری نیز دارای ۱۷ پل اتصال به هواپیما هستند. تا ژوئیهٔ ۲۰۱۶، تنها سه مسیر از فرودگاه هامبورگ با هواپیمای پهن‌پیکر انجام می‌شد؛ با این حال، در همان سال سه دروازه برای استفادهٔ هم‌زمان از دو پل هواپیما ارتقا یافتند تا سوار و پیاده‌شدن مسافران برای هواپیماهای بزرگی همچون ایرباس ای۳۸۰ سریع‌تر انجام شود.
باندهای پرواز، خزشراه‌ها و رمپ‌های فرودگاه قابلیت پذیرش هواپیماهای پهن‌پیکر از جمله ایرباس ای۳۸۰ را دارند. هواپیمایی امارات یکی از پروازهای بوئینگ ۷۷۷ خود را در این مسیر با هواپیمای ایرباس ای۳۸۰ جایگزین کرد. در ۲۸ مهٔ ۲۰۱۸، شرکت امارات اعلام کرد که پروازهای منظم خود از فرودگاه بین‌المللی دبی به هامبورگ را با هواپیمای ای۳۸۰ آغاز خواهد کرد.

### ترمینال‌ها
فرودگاه هامبورگ دارای دو ترمینال به‌هم‌پیوسته است: ترمینال ۱ (مورد استفادهٔ بیشتر ایرلاین‌ها، از جمله اعضای وان‌ورلد و اسکای‌تیم) و ترمینال ۲ (ویژهٔ استار الاینس) که از طریق میدان مرکزی فرودگاه و بخش تحویل بار در طبقات پایین هر سه ساختمان به یکدیگر متصل‌اند.
در همهٔ ساختمان‌ها، طبقهٔ ۱ مخصوص پروازهای خروجی است و در مجموع دارای ۴۴ گیت خروجی است، در حالی‌که طبقهٔ ۰ مخصوص ورود مسافران است و همچنین ۱۰ گیت اتوبوسی اضافه نیز دارد. فرودگاه هامبورگ در طبقهٔ ورود دارای ۱۲ نوار نقالهٔ تحویل بار است. میدان مرکزی فرودگاه محل بازرسی مرکزی امنیتی، فروشگاه‌ها، رستوران‌ها، سالن‌های انتظار و سایر خدمات مسافری است. ایستگاه قطار شهری نیز در همین بخش قرار دارد.
ترمینال ۲ (علی‌رغم نامش، قدیمی‌تر است) در سال ۱۹۹۳ تکمیل شد. ترمینال ۱ نیز در سال ۲۰۰۵ به بهره‌برداری رسید و از نظر طراحی و اندازه، بسیار مشابه ترمینال ۲ است. ساختمان‌های اصلی توسط شرکت گرکان، مارگ و شرکا طراحی شده‌اند. هر دو ترمینال دارای سقف بلند و منحنی‌شکل هستند که به‌گونه‌ای طراحی شده‌اند که شکل یک بال را تداعی کنند.

## شرکت‌های هواپیمایی و مقصدهای پروازی
شرکت‌های هواپیمایی زیر پروازهای برنامه‌ریزی‌شده و چارتر منظمی را در فرودگاه هامبورگ ارائه می‌دهند:
| شرکت‌های هواپیمایی         | مقصدهای پروازی |
| ------------------------- | --- |
| اجین ایرلاینز             | فرودگاه بین‌المللی آتن، فرودگاه بین‌المللی سالونیک |
| ایر لینگاس                | فرودگاه دوبلین |
| ایربالتیک                 | فرودگاه بین‌المللی ریگا فصلی: فرودگاه بین‌المللی ویلنیوس |
| ایر قاهره                 | فرودگاه بین‌المللی غردقه |
| ایر فرانس                 | فرودگاه شارل دوگل پاریس |
| ایر صربیا                 | فرودگاه بلگراد نیکولا تسلا |
| ای‌جت                      | فرودگاه بین‌المللی صبیحه گوکچن فصلی: فرودگاه بین‌المللی اسن‌بوغا، فرودگاه آنتالیا |
| آسترین ایرلاینز           | فرودگاه بین‌المللی وین فصلی: فرودگاه کلاگن‌فورت |
| بریتیش ایرویز             | فرودگاه هیترو لندن |
| بروکسل ایرلاینز           | فرودگاه بروکسل |
| کوندور فلوگدینست          | فرودگاه بین‌المللی فرانکفورت، فرودگاه فوئرته‌ونتورا، فرودگاه بین‌المللی کریستیانو رونالدو، فرودگاه گرن کناریا، فرودگاه بین‌المللی غردقه، فرودگاه لانزاروته، فرودگاه لا پالما، فرودگاه پالما د مایورکا، فرودگاه تنریف جنوبی فصلی: فرودگاه اگادیر المسیره، فرودگاه آنتالیا، فرودگاه بین‌المللی خانیا (بازگشایی از ۳ مه ۲۰۲۵)، فرودگاه بین‌المللی کورفو، فرودگاه فارو، فرودگاه بین‌المللی هراکلین، فرودگاه خرس (آغاز از ۲ مه ۲۰۲۵)، فرودگاه بین‌المللی جزیره کاس، فرودگاه بین‌المللی رود چارتر فصلی: فرودگاه بین‌المللی پریشتینا |
| کرندون ایرلاینز           | فرودگاه آنتالیا فصلی: فرودگاه عدنان مندرس |
| هواپیمایی کرواسی          | فصلی: فرودگاه زاگرب (آغاز از ۱ ژوئیهٔ ۲۰۲۵) |
| DAT                       | فرودگاه زاربروکن |
| ایزی‌جت                    | فرودگاه بازل-مولوز-فرایبورگ اروپا، فرودگاه گاتویک، فرودگاه منچستر، فرودگاه میلانو مالپنسا، فرودگاه لئوناردو دا وینچی-فیومیچینو |
| هواپیمایی امارات          | فرودگاه بین‌المللی دبی |
| یورووینگز                 | فرودگاه بارسلون-ال پرات، فرودگاه بین‌المللی بوداپست فرنتس لیست، فرودگاه کلن بن، فرودگاه بین‌المللی دوسلدورف، فرودگاه بین‌المللی اربیل، فرودگاه فوئرته‌ونتورا، فرودگاه گراتس، فرودگاه هیترو لندن، فرودگاه منچستر، فرودگاه میلانو مالپنسا، فرودگاه مونیخ، فرودگاه نیس کوت دازور، فرودگاه نورنبرگ، فرودگاه گاردرموئن اسلو، فرودگاه پالما د مایورکا، فرودگاه شارل دوگل پاریس، فرودگاه لئوناردو دا وینچی-فیومیچینو، فرودگاه زالتسبورگ، فرودگاه اسپلیت، فرودگاه استکهلم-آرلاندا، فرودگاه اشتوتگارت، فرودگاه بین‌المللی بن گوریون، فرودگاه بین‌المللی سالونیک، فرودگاه بین‌المللی وین، فرودگاه زوریخ فصلی: آدانا/مرسین، فرودگاه آلیکانته-الچه، فرودگاه باری، فرودگاه بیلبائو، فرودگاه بورگاس، فرودگاه کگلیاری-الماس، فرودگاه کاتانیا-فونتاناروسا، فرودگاه بین‌المللی خانیا، فرودگاه بین‌المللی کورفو، فرودگاه دوبروونیک، فرودگاه فارو، فرودگاه بین‌المللی کریستیانو رونالدو، فرودگاه گرن کناریا، فرودگاه بین‌المللی هراکلین، فرودگاه بین‌المللی غردقه، فرودگاه ایبیزا (اسپانیا), فرودگاه اینسبروک، فرودگاه خرس، فرودگاه بین‌المللی ارکیلت، فرودگاه کیتیله، فرودگاه بین‌المللی جزیره کاس، فرودگاه لانزاروته، فرودگاه لا پالما، فرودگاه بین‌المللی لارناکا، فرودگاه لیسبون پورتلا، فرودگاه مالاگا، فرودگاه بین‌المللی مالت، فرودگاه ملی جزیره میکناس, فرودگاه ناپل، فرودگاه اولبیا - کاستا اسمرالدا، فرودگاه فرنسیسکو جسا کارنئیرو، فرودگاه بین‌المللی رود، فرودگاه رییکا، فرودگاه رونیمی، فرودگاه تنریف جنوبی، فرودگاه ترومسو، فرودگاه والنسیا، فرودگاه وارنا، فرودگاه ونیز مارکو پولو، فرودگاه ورونا، فرودگاه زادر، فرودگاه بین‌المللی زاکینثوس |
| فن‌ایر                     | فرودگاه هلسینکی |
| فری‌برد ایرلاینز           | فصلی: فرودگاه آنتالیا |
| HiSky                     | فرودگاه بین‌المللی کیشیناو |
| ایبریا ایرلاین            | فرودگاه مادرید-باراخاس |
| ایسلندایر                 | فصلی: فرودگاه بین‌المللی کفلاویک |
| ایتا ایرویز               | فصلی: فرودگاه لیناته |
| Jetsky Airways            | چارتر: فرودگاه بین‌المللی پریشتینا |
| کاال‌ام                    | فرودگاه اسخیپول |
| لوت پولیش ایرلاینز        | فرودگاه شوپن ورشو |
| لوفت‌هانزا                 | فرودگاه بین‌المللی فرانکفورت، فرودگاه مونیخ |
| لوکس‌ایر                   | فرودگاه لوگزامبورگ - فیندل |
| Marabu                    | فصلی: فرودگاه بین‌المللی خانیا، فرودگاه بین‌المللی کورفو، فرودگاه فارو، فرودگاه گرن کناریا، فرودگاه بین‌المللی هراکلین، فرودگاه بین‌المللی غردقه، فرودگاه بین‌المللی جزیره کاس، فرودگاه مالاگا، فرودگاه بین‌المللی رود، فرودگاه بین‌المللی زاکینثوس |
| نئوس (شرکت هواپیمایی)     | فصلی: فرودگاه میلانو مالپنسا |
| نروجین ایر شاتل           | فرودگاه گاردرموئن اسلو |
| پگاسوس ایرلاینز           | فرودگاه بین‌المللی اسن‌بوغا، فرودگاه بین‌المللی صبیحه گوکچن فصلی: فرودگاه آنتالیا |
| Play                      | فصلی: فرودگاه بین‌المللی کفلاویک |
| هواپیمایی قطر             | فرودگاه بین‌المللی حمد |
| رایان‌ایر                  | فرودگاه آلیکانته-الچه، فرودگاه دوبلین، فرودگاه گدانسک لخ والسا، فرودگاه استانستد لندن، فرودگاه پالما د مایورکا فصلی: فرودگاه والنسیا، فرودگاه زادر |
| هواپیمایی اسکاندیناوی     | فرودگاه کپنهاگ، فرودگاه استکهلم-آرلاندا فصلی: فرودگاه گاردرموئن اسلو |
| Sky Alps                  | فرودگاه بولزانو |
| سان اکسپرس                | فرودگاه آنتالیا، فرودگاه عدنان مندرس فصلی: فرودگاه بین‌المللی اسن‌بوغا، فرودگاه دالامان |
| سوئیس اینترنشنال ایرلاینز | فرودگاه زوریخ فصلی: فرودگاه بین‌المللی ژنو |
| Sylt Air                  | فصلی: فرودگاه سایلت |
| تاپ پرتغال                | فرودگاه لیسبون پورتلا |
| تونس ایر                  | فرودگاه بین‌المللی منستیر – حبیب بورقیبه |
| ترکیش ایرلاینز            | فرودگاه استانبول |
| ولوتی                     | فصلی: فرودگاه بوردو-مرینیاک، فرودگاه پره‌تولا، فرودگاه لیون-سنت‌اگزوپری، فرودگاه نانت آتلانتیک |
| ویولینگ                   | فرودگاه بارسلون-ال پرات فصلی: فرودگاه بیلبائو |
| ویدرو                     | فرودگاه فلسلند برگن |
| ویز ایر                   | فرودگاه بلگراد نیکولا تسلا، فرودگاه بین‌المللی هنری کواندا، فرودگاه کاتانیا-فونتاناروسا، فرودگاه گدانسک لخ والسا، فرودگاه بین‌المللی کوتائیسی، فرودگاه بین‌المللی سیبیو (آغاز از ۱ اوت ۲۰۲۵)، فرودگاه اسکندر کبیر اسکوپیه، فرودگاه صوفیه، فرودگاه بین‌المللی مادر ترزای تیرانا، فرودگاه وارنا، فرودگاه شوپن ورشو |

## آمار

### مسافران و جابه‌جایی‌ها
| ۲۰۰۰                        | ۹٬۹۴۹٬۲۶۹  | ۱۶۴٬۹۳۲ | ۴۸٬۶۶۹ |
| ۲۰۰۱                        | ۹٬۴۹۰٬۴۳۲  | ۱۵۸٬۵۶۹ | ۴۳٬۰۷۶ |
| ۲۰۰۲                        | ۸٬۹۴۶٬۵۰۵  | ۱۵۰٬۲۷۱ | ۴۰٬۸۷۱ |
| ۲۰۰۳                        | ۹٬۵۲۹٬۹۲۴  | ۱۴۹٬۳۶۲ | ۳۶٬۰۱۸ |
| ۲۰۰۴                        | ۹٬۸۹۳٬۷۰۰  | ۱۵۱٬۴۳۴ | ۳۷٬۰۸۰ |
| ۲۰۰۵                        | ۱۰٬۶۷۶٬۰۱۶ | ۱۵۶٬۱۸۰ | ۳۲٬۶۷۷ |
| ۲۰۰۶                        | ۱۱٬۹۵۴٬۱۱۷ | ۱۶۸٬۳۹۵ | ۳۸٬۲۱۱ |
| ۲۰۰۷                        | ۱۲٬۷۸۰٬۶۳۱ | ۱۷۳٬۵۱۶ | ۴۴٬۲۰۴ |
| ۲۰۰۸                        | ۱۲٬۸۳۸٬۳۵۰ | ۱۷۲٬۰۶۷ | ۳۷٬۲۶۶ |
| ۲۰۰۹                        | ۱۲٬۲۲۹٬۳۱۹ | ۱۵۷٬۴۸۷ | ۳۱٬۵۹۵ |
| ۲۰۱۰                        | ۱۲٬۹۶۲٬۴۲۹ | ۱۵۷٬۱۸۰ | ۲۷٬۳۳۰ |
| ۲۰۱۱                        | ۱۳٬۵۵۸٬۲۶۱ | ۱۵۸٬۰۷۶ | ۲۷٬۵۸۸ |
| ۲۰۱۲                        | ۱۳٬۶۹۷٬۴۰۲ | ۱۵۲٬۸۹۰ | ۲۸٬۱۷۴ |
| ۲۰۱۳                        | ۱۳٬۵۰۲٬۵۵۳ | ۱۴۳٬۸۰۲ | ۲۸٬۳۰۲ |
| ۲۰۱۴                        | ۱۴٬۷۶۰٬۲۸۰ | ۱۵۳٬۸۷۹ | ۲۸٬۹۴۸ |
| ۲۰۱۵                        | ۱۵٬۶۱۰٬۰۷۲ | ۱۵۸٬۳۹۸ | ۳۱٬۲۹۴ |
| ۲۰۱۶                        | ۱۶٬۲۲۳٬۹۶۸ | ۱۶۰٬۹۰۴ | ۳۵٬۲۸۴ |
| ۲۰۱۷                        | ۱۷٬۶۲۲٬۹۹۷ | ۱۵۹٬۷۸۰ | ۳۶٬۸۶۳ |
| ۲۰۱۸                        | ۱۷٬۲۳۱٬۶۸۷ | ۱۵۶٬۳۸۸ | ۳۳٬۴۷۳ |
| ۲۰۱۹                        | ۱۷٬۳۰۸٬۷۷۳ | ۱۶۰٬۱۴۶ | -      |
| ۲۰۲۰                        | ۵٬۶۳۲٬۳۶۷  | ۵۵٬۲۶۱  | -      |
| ۲۰۲۱                        | ۶٬۱۰۹٬۴۰۲  | ۶۰٬۴۰۲  | -      |
| ۲۰۲۲                        | ۱۱٬۰۹۷٬۶۸۸ | ۱۰۹٬۸۵۶ | -      |
| ۲۰۲۳                        | ۱۳٬۵۹۹٬۷۳۲ | ۱۲۲٬۳۱۵ | -      |
| ۲۰۲۴                        | ۱۴٬۸۳۰٬۰۰۰ | ۱۲۰٬۳۰۰ | -      |
| منابع: ADV, فرودگاه هامبورگ |            |         |        |

### شلوغ‌ترین مسیرها
| ۱                                                                    | مونیخ                | ۱٬۷۵۰٬۲۸۴ | یورووینگز، لوفت‌هانزا                                           |
| ۲                                                                    | فرانکفورت            | ۱٬۴۲۲٬۹۵۰ | لوفت‌هانزا                                                      |
| ۳                                                                    | لندن (همهٔ فرودگاه‌ها) | ۹۷۸٬۵۰۰   | بریتیش ایرویز، ایزی‌جت، یورووینگز، رایان‌ایر                     |
| ۴                                                                    | پالما د مایورکا      | ۸۸۲٬۸۳۰   | کوندور فلوگدینست، یورووینگز، رایان‌ایر                          |
| ۵                                                                    | اشتوتگارت            | ۷۳۷٬۲۸۵   | یورووینگز                                                      |
| ۶                                                                    | وین                  | ۷۱۰٬۱۶۲   | آسترین ایرلاینز، یورووینگز، لول یورپ                           |
| ۷                                                                    | زوریخ                | ۶۹۹٬۸۰۰   | یورووینگز، سوئیس اینترنشنال ایرلاینز                           |
| ۸                                                                    | دوسلدورف             | ۵۲۴٬۱۱۴   | یورووینگز                                                      |
| ۹                                                                    | آنتالیا              | ۴۹۸٬۹۶۶   | کوندور فلوگدینست، کرندون ایرلاینز، فری‌برد ایرلاینز، سان اکسپرس |
| ۱۰                                                                   | آمستردام             | ۴۷۷٬۶۱۸   | یورووینگز، کاال‌ام                                              |
| مجموع تعداد مسافران پروازهای مستقیم رفت (مسافران بدون پرواز اتصالی). |                      |           |                                                                |

## حمل‌ونقل زمینی
فرودگاه در حدود ۸ کیلومتر (۵٫۰ مایل) شمال مرکز شهر هامبورگ و ۸ کیلومتر (۵٫۰ مایل) جنوب نوردراشتات در منطقهٔ فوهلس‌بوتل قرار دارد.

### ریل

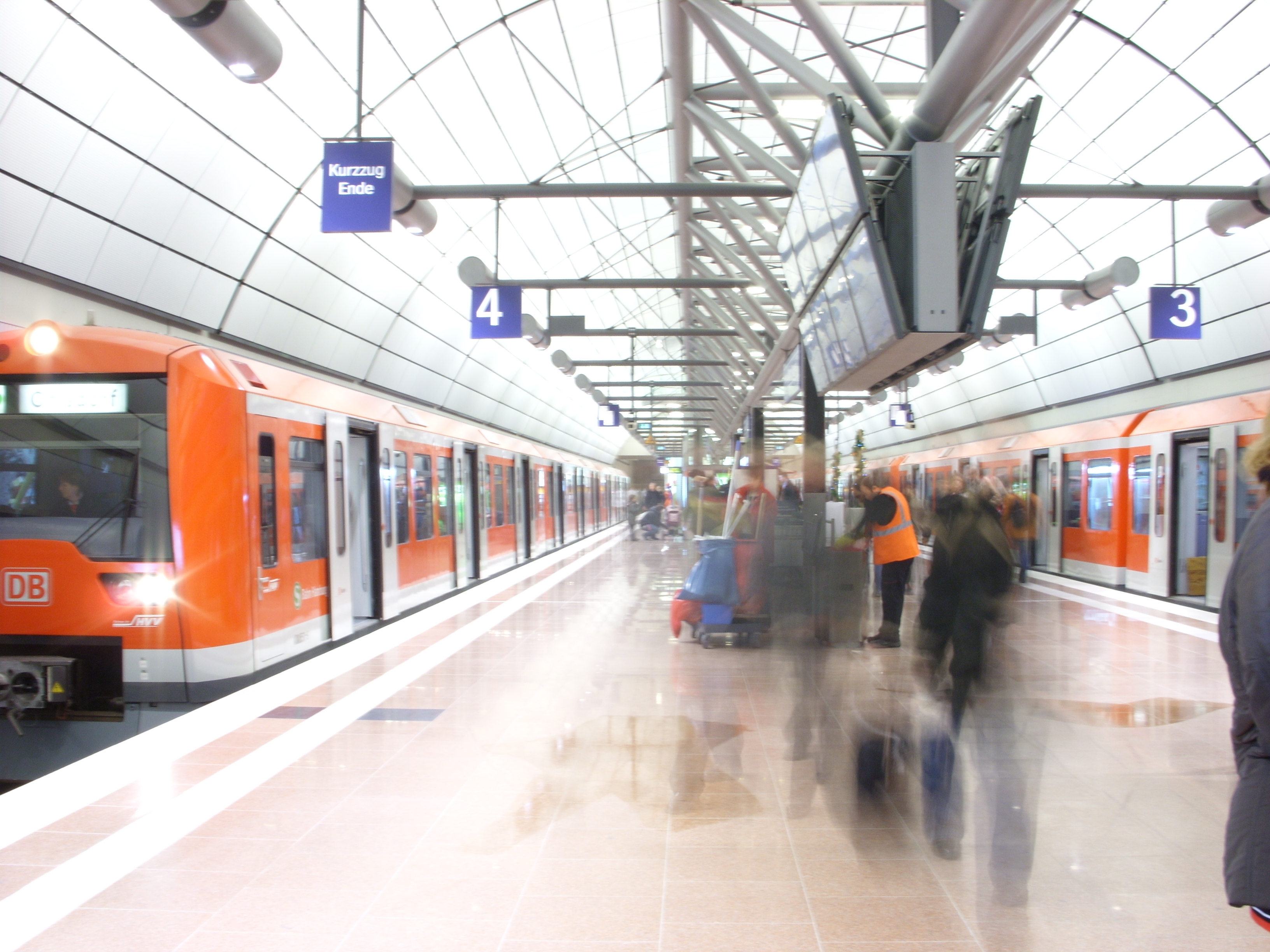
ایستگاه فرودگاه هامبورگ

قطار خط اس-بان هامبورگ S1 هر ده دقیقه یک‌بار حرکت می‌کند و فرودگاه را به اوهلسدورف، واندسبک، ایستگاه مرکزی هامبورگ، آلتونا، بلانکنزه و فدل متصل می‌کند. این سرویس بخشی از انجمن حمل‌ونقل هامبورگ (با نام اختصاری HVV) است که بلیت‌هایی برای همهٔ شیوه‌های حمل‌ونقل عمومی در هامبورگ ارائه می‌دهد. قطار S1 در مسیر رفت به‌سمت فرودگاه به‌صورت قطار منشعب‌شونده فعالیت می‌کند و در ایستگاه اوهلسدورف به دو بخش تقسیم می‌شود؛ یک بخش به‌سمت فرودگاه و بخش دیگر به‌سمت پوپنبوتل می‌رود.

### خودرو
از طریق جاده، می‌توان از بزرگراه فدرال A7 و خروجی «شنلسن» به فرودگاه رسید. این مسیر از طریق بزرگراه ایالتی B433، که به‌عنوان حلقهٔ سوم هامبورگ شناخته می‌شود، ادامه می‌یابد.

### اتوبوس
فرودگاه همچنین از طریق برخی خطوط اتوبوس محلی HVV به مناطق اطراف متصل است و خدمات منظم اتوبوسرانی به شهرهای کیل و نوی‌مونستر نیز ارائه می‌شود.